# Potencial electrotónico
Los potenciales electrotónicos son variaciones de diferencias de potencial que se producen entre el interior y el exterior de las membranas celulares cuando existe una corriente catódica o anódica. Algunas características de los potenciales electrotónicos son los siguientes:
- Son locales y no se propagan.
- Son subumbrales: esto es que no superan el valor umbral en el cual se dispara un potencial de acción.
- Son pasivos: esto quiere decir que no cambia la polaridad de la membrana.
- Son sumables en el tiempo y en el espacio.
- Su amplitud varía, decrece en el tiempo y espacio, a diferencia de un potencial de acción en una célula nerviosa en el cual la amplitud es constante.
- Puede ser hiperpolarizante o despolarizante. En caso de ser hiperpolarizante nunca se llegará a dar un potencial de acción; en caso de ser despolarizante, si la sumatoria espacial y temporal supera el potencial umbral se dará el potencial de acción.

Es importante, ya que una vez superados los +15 mV originará un potencial de acción.
- Datos: Q1327664